# Jean-Baptiste de Couëtus
Jean-Baptiste René de Couëtus, (Nantes (Loira Atlàntic), 20 d'octubre, 1743 - Challans (País del Loira), 4 de gener, 1796), fou un militar francès i líder reialista de la guerra de Vendée.

## Biografia
Jean-Baptiste de Couëtus era fill de Jean-Baptiste René de Couëtus, senyor de les Bretaudières, i de Marie-Anne de Chardonnay. La seva família prové de Campénéac, prop de Ploërmel. Es va casar primer amb Madeleine Monique Charet de La Frémoire, amb qui va tenir un fill, Jean-Baptiste, i una filla, Jeanne Louise Sophie Augustine (Sophie). Aleshores es va casar amb Marie Gabrielle du Chilleau, germana de l'almirall Charles Louis du Chilleau de La Roche, amb qui va tenir una filla, Céleste Agricole.
Va ser patge de la reina des de 1757 fins a 1760, després es va convertir en oficial de l'exèrcit reial. Va ingressar al Regiment Reial de Cavalleria Estrangera el 1763 com a cornet.
A l'inici de la Revolució Francesa, Couëtus era capità del 60è regiment d'infanteria. Deixà l'exèrcit el 1792. El seu fill, Jean-Baptiste, emigrà.
A l'inici de la guerra de Vendée, els camperols insurgents de Saint-Philbert-de-Grand-Lieu el van posar al capdavant el 10 de març de 1793. L'endemà, es van traslladar a Machecoul. Couëtus llavors lluita al costat de Charette.
La seva dona i les seves dues filles van ser capturades pels republicans el 31 de desembre de 1793, a la batalla de Bouin. Madame de Couëtus va ser guillotinada a Nantes l'1 de febrer de 1794, però les seves dues filles van escapar de la mort per poc i van ser alliberades el 19 de desembre de 1794 per ordre del representant Albert Ruelle.
El setembre de 1794, Charette va nomenar Couëtus segon general del seu exèrcit. Després va cedir el comandament de la seva divisió a Saint-Philbert-de-Grand-Lieu a Hyacinthe Hervouët de La Robrie.
Va acompanyar Charette durant les negociacions de pau a La Jaunaye i va signar el tractat el 17 de febrer de 1795. Favorable per a la pau, tanmateix va tornar a la guerra el juny de 1795, per ordre de Charette. {nota 1.}
A principis de gener de 1796, Couëtus va decidir separar-se de Charette i sotmetre's a les autoritats republicanes. El 3 de gener de 1796 va escriure a un oficial anomenat Le Moëlle, proper a les seves opinions, que estava disposat a reconèixer la República. Es va retirar a un castell prop de Clouzeaux amb diversos oficials de la Vendée favorables a la pau: Pierre Thouzeau, cap de la divisió Bouin, Félix Dubois de La Patellière, cap de la divisió de Machecoul, François Pichard, Armand Badereau, Charles Alexis de Lespinay, Jean Rousseau i François Morel, així com René Monnier, el seu criat. L'assemblea va ser, però, sorpresa i detinguda la matinada del 4 de gener per un destacament republicà. Portats de nou a Challans, els presoners van ser jutjats sumàriament per un consell militar encapçalat per un comissari del Directori anomenat Jacquelin. Couëtus i Thouzeau van ser condemnats a mort, mentre que Dubois, Badereau, Lespinay i Monnier van ser condemnats a presó fins a la pau i van ser traslladats a Nantes, i després a Saumur. Segons la versió, Couëtus va ser afusellat o mort a baioneta. L'any 2013 es va col·locar una placa al seu lloc d'execució, rue du Caillou Blanc.
Per a l'historiador Lionel Dumarcet, Couëtus és «un dels protagonistes més dignes i moderats del teatre tràgic de la Vendée».

## Vistes contemporànies
| « | "El senyor de Couëtus era l'home més honest i amable de la Vendée; hauria volgut, en tot moment, salvar la vida dels desgraciats que van caure a les nostres mans. El seu excés de confiança fins i tot es podria veure com un defecte. En va se li va representar, el dia abans de la seva partida, que era imprudent creure tan cegament en la paraula del general Gratien. Incapaç de delicte, no se li va passar pel cap sospitar dels seus enemics." | » |

— Pierre-Suzanne Lucas de La Championnière

## Posteritat
Filmografia

- Interpretes de Jean-Baptiste de Couëtus al cinema i à la televisió:
  - Gilles Cohen a Vaincre ou mourir (2023)